# Hakim Ziyech
Hakim Ziyech (arabisch حكيم زياش, DMG Ḥakīm Ziyāš; * 19. März 1993 in Dronten, Niederlande) ist ein marokkanisch-niederländischer Fußballspieler. Der Offensivspieler stand zuletzt beim Al-Duhail SC unter Vertrag und ist marokkanischer Nationalspieler.

## Karriere

### Vereine
Ziyech, Sohn marokkanischer Eltern, wuchs in den Niederlanden auf und begann beim ASV Dronten mit dem Fußballspielen. 2004 wechselte er in die Jugendakademie des SC Heerenveen und debütierte am 2. August 2012 beim 4:0-Sieg im Hinspiel in der dritten Qualifikationsrunde zur UEFA Europa League gegen Rapid Bukarest für die Profimannschaft. Am 12. August 2012 gab Ziyech beim 0:2 am ersten Spieltag der Eredivisie 2012/13 gegen NEC Nijmegen sein Profidebüt. Er kam für die Profimannschaft in lediglich zwei Partien in der dritten Qualifikationsrunde zur Europa League und in der Eredivisie zum Einsatz, während er ansonsten für die zweite Mannschaft in der „Beloften Eredivisie“ auflief. Am Ende der Saison verpassten die Profis die erneute Qualifikation für die Europa-League-Qualifikation. Am 10. August 2013 gelang Ziyech beim 2:0-Auswärtssieg am zweiten Spieltag der Eredivisie 2013/14 gegen NAC Breda mit dem Treffer zum 1:0 sein erstes Tor in der Eredivisie. Er eroberte sich einen Stammplatz und erzielte in 31 Partien in der niederländischen Erstklassigkeit neun Tore. Allerdings wurde die Qualifikation für den internationalen Wettbewerb abermals verpasst. Im August 2014 lief er noch zweimal für den SC Heerenveen auf und verließ anschließend den Verein.
Daraufhin wechselte Ziyech zum FC Twente Enschede und erzielte in seiner ersten Saison für die Tukkers in 31 Partien elf Tore; auch aufgrund eines Abzuges von neun Punkten belegte der FC Twente Enschede den zehnten Platz und verpasste die Qualifikation für den internationalen Wettbewerb. In der Folgesaison belegte mit dem Verein unweit der deutschen Grenze den 13. Tabellenplatz. Der niederländische Fußballverband ordnete einen Abzug von drei Punkten und einen Zwangsabstieg aufgrund finanziellem Missmanagement an, allerdings hob die Berufungskommission die Strafe wieder auf. Im August 2016 lief Ziyech für den FC Twente noch viermal auf und wechselte schließlich zu Ajax Amsterdam.
Beim niederländischen Rekordmeister erkämpfte er sich einen Stammplatz und absolvierte während der Europa-League-Saison 2016/17 13 Einsätze und erzielte zwei Tore. In diesem Wettbewerb wurde das Finale erreicht, in dem man Manchester United unterlag. In der niederländischen Liga wurde man Vizemeister hinter dem Erzrivalen Feyenoord Rotterdam. In der Folgesaison scheiterte Ziyech mit den Amsterdamern sowohl in der Qualifikation zur Champions League als auch in der Vorausscheidung zur Europa League, während man in der Liga hinter der PSV Eindhoven erneut Vizemeister wurde. Im Anschluss an die Saison erhielt der Offensivspieler als erst dritter Marokkaner die Auszeichnung zum niederländischen Fußballer des Jahres. In der Saison 2018/19 erreichte der Marokkaner mit Ajax Amsterdam das Halbfinale der UEFA Champions League und gewann zudem das Double aus niederländischer Meisterschaft sowie dem KNVB-Beker; später folgte noch der nationale Supercup. Zu diesen Erfolgen trug Ziyech 21 Tore sowie 24 Assists in 49 Pflichtspielen bei.
Zur Saison 2020/21 wechselte der Flügelspieler in die Premier League zum FC Chelsea, bei dem er einen bis Juni 2026 gültigen Vertrag unterschrieb. Ajax erhält eigenen Angaben zufolge 40 Mio. Euro, die Summe kann sich jedoch auf bis zu 44 Mio. erhöhen.
Am 19. August 2023 gab Chelsea bekannt, Ziyech auf Basis eines kostenlosen, befristeten Transfers mit kostenloser Kaufoption für ein Jahr an den türkischen Verein Galatasaray Istanbul auszuleihen. Ziyech hatte sich zuvor eigentlich schon mit Saudi-Klub Al-Nassr auf einen Wechsel geeinigt, bestand nach übereinstimmenden Medienberichten aber den obligatorischen Medizincheck nicht. Im Anschluss an die Leihe griff eine im Vertrag verankerte Kaufpflicht und Ziyech blieb in Istanbul. Galatasaray Istanbul gab am 29. Januar 2025 die Vertragsauflösung mit Ziyech bekannt.
Am 30. Januar 2025 unterschrieb Ziyech in Katar bei Al-Duhail SC. Im folgenden Sommer verließ er den Verein wieder.

### Nationalmannschaft
Ziyech spielte für diverse niederländische Jugendnationalteams. 2015 wurde er aber erstmals für Marokko nominiert und debütierte im Oktober 2015 in einem Testspiel gegen die Elfenbeinküste. Er stand im Kader Marokkos für die Fußball-Weltmeisterschaft 2018. Nach einem 2:2-Unentschieden gegen Spanien und zwei 0:1-Niederlagen gegen Portugal und den Iran schied Marokko als letzter der Gruppe B aus dem Turnier aus. Ziyech kam in allen drei Spielen zum Einsatz. Nach insgesamt 40 Einsätzen mit 17 Treffern gab er seinen Rücktritt aus der Nationalmannschaft bekannt. Hintergrund ist ein Zwist zwischen ihm und dem Nationaltrainer Marokkos, Vahid Halilhodžić. Mit der Kündigung des Trainers und der Einstellung eines Neuen kehrt er für die WM 2022 in die Nationalmannschaft zurück.

## Erfolge und Auszeichnungen
Ajax Amsterdam
- Niederländischer Meister: 2018/19
- Niederländischer Pokalsieger: 2018/19
- Niederländischer Superpokalsieger: 2019

FC Chelsea
- Champions-League-Sieger: 2020/21
- Klub-Weltmeister: 2021
- UEFA-Super-Cup-Sieger: 2021

Galatasaray Istanbul
- Türkischer Meister: 2024

Persönlich
- Niederländischer Fußballer des Jahres: 2018

## Kontroversen
Nach einem Europa-League-Spiel zwischen Ajax Amsterdam und Maccabi Tel Aviv im November 2024 kam es zu Ausschreitungen in Amsterdam, bei denen israelische Fußballfans von gewalttätigen propalästinensischen Demonstrierenden unter „Free-Palestine“-Rufen beleidigt, gejagt, angegriffen und mit Feuerwerkskörpern beworfen wurden; an mehreren Orten in der Stadt soll ihnen gezielt aufgelauert worden sein. Am Vorabend waren wiederum israelische Fußballfans durch die Stadt gezogen, hatten palästinafeindliche Parolen gerufen, Palästina-Flaggen von Gebäuden gerissen sowie eine davon verbrannt, Autofahrer angegriffen und Freude über den Tod von Palästinensern im Gazastreifen gezeigt. Ziyech geriet in die Schlagzeilen, als er in Reaktion auf die Ausschreitungen gegen die israelischen Fans auf Instagram schrieb: „Wenn es keine Frauen und Kinder sind, dann rennen sie weg“. Zudem teilte er Videos von israelischen Fußballfans, die vor ihren Angreifern flüchteten. Dieser Kommentar, den Ziyech mit „Free Palestina“ versah, wurde von vielen als verhöhnend gegenüber den Opfern der Gewalt verstanden. Die israelische Regierung verurteilte die Äußerungen als antisemitisch. Ziyech hatte zuvor die Normalisierung der Beziehungen zwischen Marokko und Israel kritisiert und das israelische Vorgehen im Gazastreifen scharf verurteilt. Die UEFA sowie Maccabi Tel Aviv forderten eine Bestrafung des Spielers.